# Leichtathletik-Länderkampf der Frauen 1971 Dänemark – BR Deutschland
| 15. Leichtathletik-Länderkampf mit bundesdeutscher Beteiligung 1971 | 15. Leichtathletik-Länderkampf mit bundesdeutscher Beteiligung 1971 |
| ------------------------------------------------------------------- | ------------------------------------------------------------------- |
|                                                                     |                                                                     |
| Ländervergleich der Frauen: Dänemark – BR Deutschland               |                                                                     |
| Austragungsort                                                      | Kongens Lyngby                                                      |
| Wettbewerbe                                                         | 13                                                                  |
| Datum                                                               | 19. September                                                       |
| 1. FRG 2. DNK                                                       | 83 Punkte 52 Punkte                                                 |
| Chronik                                                             |                                                                     |
| ← URS-FRG (F)                                                       | FRG-FIN (M) →                                                       |

Im fünfzehnten Vergleich des Länderkampfjahres 1971 trafen die Frauen am 19. September auf Dänemark. In Kongens Lyngby traten sie am 19. September mit Vertreterinnen aus der zweiten Reihe an, denn an diesem Termin wurde gleichzeitig auch der zweite Teil des Länderkampfs der Frauen gegen die Sowjetunion in Kiew ausgetragen. Die Veranstaltung in Kongens Lyngby war die erste Begegnung zwischen Dänemark und der Bundesrepublik Deutschland in einem Leichtathletik-Frauenländerkampf.

## Wettbewerb und Modus
Auf dem Programm standen die inzwischen üblichen dreizehn Wettbewerbe, die das damalige olympische Frauenprogramm komplett abdeckten und darüber hinaus den 1500-Meter-Lauf und die 4-mal-400-Meter-Staffel beinhalteten. Anstelle des Hürdenlaufs über 80 Meter wurde wie bei den Olympischen Spielen ab 1972 der 100-Meter-Hürdenlauf ausgetragen. Die Punkte wurden in allen Disziplinen nach dem Standardsystem verteilt.

## Ergebnis
Auch mit der Zweitbesetzung waren die Bundesrepublik Deutschland das dominante Team in diesem Aufeinandertreffen. Fünf Laufentscheidungen, darunter zwei Doppelerfolge, sicherte sich die Mannschaft. Die dänischen Sportlerinnen kamen hier zu einem Sieg, entschieden aber die 4-mal-100-Meter-Staffel für sich. Die 4-mal-400-Meter-Staffel ging an die Bundesrepublik. Auch in den beiden Sprungwettbewerben teilten sich die beiden Teams die Siege, wobei die bundesdeutschen Vertreterinnen einen Doppelerfolg erzielten, was den Däninnen nicht gelang. In den Wurf-/Stoßwettbewerben waren die deutschen Athletinnen mit drei ersten und drei zweiten Plätzen maximal dominant. In der Endabrechnung ging dieser erste Länderkampf gegen Dänemark mit 83 zu 52 Punkten an die Bundesrepublik Deutschland.

## Resultate

### 100 m
| Platz | Athletin        | Land | Zeit (s) |
| ----- | --------------- | ---- | -------- |
| 1     | Annelie Wilden  | FRG  | 12,0     |
| 2     | Connie Nielsen  | DNK  | 12,1     |
| 3     | Ulla Österberg  | DNK  | 12,1     |
| 4     | Marianne Bollig | FRG  | 12,4     |

### 200 m
| Platz | Athletin        | Land | Zeit (s) |
| ----- | --------------- | ---- | -------- |
| 1     | Annelie Wilden  | FRG  | 25,2     |
| 2     | Connie Nielsen  | DNK  | 25,3     |
| 3     | Tone Kyhn       | DNK  | 25,7     |
| 4     | Maren Schroeder | FRG  | 26,0     |

### 400 m
| Platz | Athletin       | Land | Zeit (s) |
| ----- | -------------- | ---- | -------- |
| 1     | Anette Rückes  | FRG  | 55,3     |
| 2     | Kirsten Höller | DNK  | 55,9     |
| 3     | Christa Czekay | FRG  | 56,2     |
| 4     | Jette Risberg  | DNK  | 58,6     |

### 800 m
| Platz | Athletin        | Land | Zeit (min) |
| ----- | --------------- | ---- | ---------- |
| 1     | Birgitte Jennes | DNK  | 2:08,6     |
| 2     | Marita Jeske    | FRG  | 2:10,6     |
| 3     | Rosemarie Klute | FRG  | 2:11,5     |
| 4     | Anni Möller     | DNK  | 2:23,4     |

### 1500 m
| Platz | Athletin        | Land | Zeit (min) |
| ----- | --------------- | ---- | ---------- |
| 1     | Gerda Ranz      | FRG  | 4:28,3     |
| 2     | Manuela Preuß   | FRG  | 4:30,3     |
| 3     | Birgitte Jennes | DNK  | 4:38,0     |
| 4     | Louise Jacobsen | DNK  | 4:48,9     |

### 100 m Hürden
| Platz | Athletin         | Land | Zeit (s) |
| ----- | ---------------- | ---- | -------- |
| 1     | Elfi Meierholz   | FRG  | 14,4     |
| 2     | Margarete Leidel | FRG  | 14,6     |
| 3     | Pia Lund         | DNK  | 14,6     |
| 4     | Margit Hansen    | DNK  | 15,2     |

### 4 × 100 m Staffel
| Platz | Besetzung      | Land                                                         | Zeit (s) |
| ----- | -------------- | ------------------------------------------------------------ | -------- |
| 1     | Dänemark       | Søndergaard Ulla Österberg Pia Lund Connie Nielsen           | 46,8     |
| 2     | BR Deutschland | Liesel Bömelburg Maren Schroeder Annelie Wilden Ellen Walter | 47,9     |

### 4 × 400 m Staffel
| Platz | Besetzung      | Land                                                    | Zeit (min) |
| ----- | -------------- | ------------------------------------------------------- | ---------- |
| 1     | BR Deutschland | Vera Sprave Christa Czekay Ursula Schruff Anette Rückes | 3:45,5     |
| 2     | Dänemark       | Jette Risberg Anni Möller Lis Jensen Kirsten Höller     | 3:48,8     |

### Hochsprung
| Platz | Athletin          | Land | Höhe (m) |
| ----- | ----------------- | ---- | -------- |
| 1     | Solveig Langkilde | DNK  | 1,80     |
| 2     | Ulrike Meyfarth   | FRG  | 1,73     |
| 3     | Grith Ejstrup     | DNK  | 1,73     |
| 4     | Anja Wolf         | FRG  | 1,70     |

### Weitsprung
| Platz | Athletin       | Land | Weite (m) |
| ----- | -------------- | ---- | --------- |
| 1     | Christa Herzog | FRG  | 6,02      |
| 2     | Ruth Engelberg | FRG  | 5,83      |
| 3     | Lis Jensen     | DNK  | 5,58      |
| 4     | Ulla Sörensen  | DNK  | 5,36      |

### Kugelstoßen
| Platz | Athletin             | Land | Weite (m) |
| ----- | -------------------- | ---- | --------- |
| 1     | Anne-Chatrine Rühlow | FRG  | 14,77     |
| 2     | Birgit Palzkill      | FRG  | 13,99     |
| 3     | Karen-Inge Halkier   | DNK  | 12,51     |
| 4     | Tove Albertsen       | DNK  | 11,92     |

### Diskuswurf
| Platz | Athletin             | Land | Weite (m) |
| ----- | -------------------- | ---- | --------- |
| 1     | Anne-Chatrine Rühlow | FRG  | 55,53     |
| 2     | Gertrud Schäfer      | FRG  | 47,15     |
| 3     | Karen-Inge Halkier   | DNK  | 42,39     |
| 4     | Jette Ritterbusch    | DNK  | 38,98     |

### Speerwurf
| Platz | Athletin           | Land | Weite (m) |
| ----- | ------------------ | ---- | --------- |
| 1     | Doris Müller       | FRG  | 48,45     |
| 2     | Almut Brömmel      | FRG  | 48,00     |
| 3     | Marianne Jørgensen | DNK  | 40,94     |
| 4     | Nina Carstensen    | DNK  | 38,50     |